# برتقالة آلية (رواية)
هي رواية كوميديا سوداء ساخرة وديستوبيا (أدب المدينة الفاسدة) للكاتب الإنجليزي أنطوني برجس، نُشرت في عام 1962. تدور أحداثها في مجتمع المستقبل القريب الذي لديه ثقافة فرعية شبابية تتسم بالعنف الشديد، إذ يروي بطل الرواية المراهق (أليكس) مآثره العنيفة وتجاربه مع سلطات الدولة العازمة على إصلاحه. [بحاجة لمصدر][بحاجة لمصدر]
كُتبت الرواية -جزئيًا- بلغة متأثرة برواية روسية تسمى «نادسات»، التي أخذت اسمها من اللاحقة الروسية التي تعني "teen-" باللغة الإنجليزية. ووفقاً لبرجس، فقد كانت الرواية ألعاباً ذهنية كُتبت في غضون ثلاثة أسابيع فقط.
في عام 2005، أدرِجت الرواية في قائمة مجلة Time لأفضل 100 رواية باللغة الإنجليزية كتبت منذ عام 1923، وقد عَدّتها المكتبة الحديثة وقراؤها واحدة من أفضل 100 رواية باللغة الإنجليزية في القرن العشرين. وقد احتُفظ بالمخطوطة الأصلية للكتاب في قسم ويليام ريدي للأرشيفات ومجموعات الأبحاث بجامعة ماكماستر في هاميلتون، أونتاريو، كندا، منذ أن اشترت المؤسسة الوثائق في عام 1971، وتُعد من أكثر الكتب المدينة الفاسدة تأثيراً.

## تأثير الحبكة

### الجزء 1: عالم أليكس
أليكس زعيم عصابة يبلغ من العمر 15 عاماً، ويعيش في مدينة فاسدة في المستقبل القريب. أصدقاؤه («دروغ» في الرواية العامية الأنجلو روسية، «نادسات») وزملاؤه أعضاء العصابة هم: ديم، وهو بليد مصاب بالكدمات، ويعد عضلات العصابة، وجورجي، الرجل الثاني الطموح، وبيت، الذي يلعب غالباً مع المتدربين الذين ينغمسون في العنف المفرط.
«الفوضى العشوائية العنيفة»: يتميز أليكس بأنه معتل اجتماعياً جانح عنيف، وهو أيضاً ذكي سريع البديهية، ويستمتع بالموسيقى الكلاسيكية، إنه مغرم خصوصًا ببيتهوفن، الذي يسميه «لودفيج فان».
تبدأ القصة بالجلوس في ملتقاهم المفضل، كوروفا ميلك بار، وشرب ميلك بل (مشروب يتكون من الحليب الممزوج بالعقار المخدر الذي يختاره الزبون)؛ للاستعداد لليلة مليئة بالعنف الشديد. إذ اعتدوا على باحث في طريق عودته من المكتبة العامة إلى منزله، ثم سرقوا محلاً، تاركين صاحب المحل وزوجته فاقدين للوعي تغطيهما بالدماء، ثم يضربون متسولاً، ومن ثم الاشتباك مع عصابة منافسة.
وهم يتجولون في الريف بسيارة مسروقة، يقتحمون كوخاً منعزلاً ويرعبون الزوجين الشابين اللذين يعيشان هناك، ويضربون الزوج ويغتصبون زوجته بصورة جماعية. وفي لمسة مما وراء القص، كان الزوج كاتباً يعمل على مخطوطة تسمى A Clockwork Orange، فيقرأ أليكس بازدراء فقرة توضح موضوع الرواية الرئيسي قبل تمزيق المخطوطة. بالعودة إلى كوروفا، يهاجم أليكس ديم بسبب استجابته الفظة لغناء أوبرالي لامرأة، وتصبح التوترات داخل العصابة واضحة. في المنزل في شقة والديه، يعزف أليكس الموسيقى الكلاسيكية بأعلى صوت، التي يصفها بأنها تمنحه النشوة الجنسية قبل النوم.
يتظاهر أليكس بالمرض أمام والديه حتى يتغيب عن المدرسة في اليوم التالي. وتأتي زيارة غير متوقعة من دلتويد (مستشاره الإصلاحي)، ثم يقوم أليكس بزيارة متجر تسجيلات، حيث التقى بفتاتين قبل سن المراهقة، ثم دعاهما للعودة إلى الشقة، ثم خدرهما واغتصبهما. في تلك الليلة بعد قيلولة، وجد أليكس أتباعه في مزاج متمرد. منتظراً في الطابق السفلي في الردهة الممزقة والمزخرفة، جورجي يتحدى أليكس لقيادة العصابة، ويطالبهم بالتركيز على أهداف ذات قيمة أعلى من عمليات السطو التي يقومون بها. يقمع أليكس التمرد بقطع يد ديم والقتال مع جورجي، ثم يهدئ العصابة بالموافقة على خطة جورجي لسرقة منزل امرأة مسنة ثرية. يقتحم أليكس المنزل ويضرب المرأة ليفقدها الوعي، ولكن، عندما يسمع صفارات الإنذار ويفتح الباب للفرار، يضربه ديم للانتقام بسبب القتال السابق. تتخلى العصابة عن أليكس على عتبة الباب لتعتقلهُ الشرطة؛ وفي أثناء احتجازه علم أن المرأة ماتت متأثرةً بجراحها.

### الجزء 2: تقنية لودوفيكو
أدين أليكس بجريمة قتل وحكم عليه بالسجن 14 عاماً. عندما يقوم والديه بزيارته ذات يوم أبلغوه بمقتل جورجي في عملية سطو فاشلة. وبعد انقضاء عامين في حكمه، حصل على وظيفة في إحدى كنائس السجن، حيث كان يعزف الموسيقى على جهاز ستيريو لمرافقة القداس المسيحي يوم الأحد. يخطئ القس في دراسات أليكس للكتاب المقدس، ويعدها تحركات إيمانية، ولكن في الواقع، أليكس يقرأ الكتاب المقدس من أجل المقاطع العنيفة أو الجنسية. بعد أن ألقى زملاؤه في الزنزانة اللوم عليه لضربه زميلاً مزعجاً في الزنزانة حتى الموت، اختير للخضوع لعلاج تجريبي لتعديل السلوك يسمى «تقنية لودوفيكو» مقابل تخفيف ما تبقى من عقوبته. هذه التقنية هي شكل من أشكال العلاج بالنفور، إذ يُحقن أليكس بالعقاقير التي تسبب الغثيان في أثناء مشاهدة الأفلام العنيفة، ما يؤدي في النهاية إلى تخيله للإصابة بمرض شديد فور التفكير في العنف.وفي تطور غير مقصود، تكون الموسيقى التصويرية لأحد الأفلام تحتوي السيمفونية التاسعة لبيتهوفن، فتجعل أليكس غير قادر على الاستمتاع بموسيقاه الكلاسيكية المحبوبة كما كان من قبل.
تظهر فعالية هذه التقنية لمجموعة من الشخصيات المهمة، الذين يشاهدون أليكس ينهار أمام متنمر، ويحتقر نفسه أمام شابة ترتدي ملابس ضيقة. على الرغم من أن قسيس السجن يتهم الدولة بتجريد أليكس من الإرادة الحرة، فإن المسؤولين الحكوميين الموجودين في الموقع سرتهم النتائج، وأطلِق سراح أليكس من السجن.

### الجزء 3: بعد التحرر من السجن
يعود أليكس إلى شقة والديه، ليجد أنهما تركا غرفته لمستأجر. الآن هو مشرد، يتجول في الشوارع ويدخل مكتبة عامة، على أمل معرفة طريقة غير مؤلمة للانتحار. الباحث العجوز الذي اعتدى عليه أليكس في الجزء الأول يراه ويضربه بمساعدة بعض الأصدقاء. يأتي اثنان من رجال الشرطة لإنقاذ أليكس، ولكن تبين أنهما ديم وبيلبوي؛ زعيما عصابة منافسة سابقة. أخذا أليكس خارج المدينة، وضرباه بوحشية، وتركاه هناك. ينهار أليكس عند باب كوخ منعزل، مدركاً بعد فوات الأوان أنه الكوخ ذاته الذي هاجمه مع أتباعه في الجزء الأول.
لا يزال الكاتب ف. ألكساندر يعيش هناك، ولكن زوجته توفيت منذ ذلك الحين متأثرة بما يعتقد أنها إصابات سببها الاغتصاب. لا يتعرف الزوج على أليكس، ويوفر له المأوى، ويسأله عن التجربة التي خضع لها. ألكساندر وزملاؤه -الذين ينتقدون الحكومة بشدة- يخططون لاستخدام أليكس رمزاً لوحشية الدولة وبالتالي منع إعادة انتخاب الحكومة الحالية. يكشف أليكس عن غير قصد أنه كان زعيم عصابة غزو المنزل؛ فينقله من الكوخ ويحبسه في غرفة نوم في الطابق العلوي حيث يُشغَل وابل لا هوادة فيه من الموسيقى الكلاسيكية على مكبرات الصوت، فيحاول الانتحار بالقفز من النافذة.
يستيقظ أليكس في المستشفى، حيث يتودد إليه المسؤولون الحكوميين المتلهفون لمواجهة الدعاية السيئة التي أحدثتها محاولته للانتحار. أبلِغ أن ألكسندر «قد أُبعِد» من أجل حماية أليكس، وتُعرض على أليكس وظيفة براتب جيد إذا وافق على الوقوف إلى جانب الحكومة فور إطلاق سراحه. كشفت جولة من الاختبارات أن نزعاته القديمة للعنف قد عادت، ما يشير إلى أن أطباء المستشفى قد تخلصوا من آثار حالته، وبينما يلتقط المصورون صورًا، كانت أحلام اليقظة تراود أليكس عن العنف الطقوسي ويفكر، «لقد شفيتُ تماماً».